# Josef Deutsch (Fußballspieler, 1935)
Josef Deutsch (* 7. März 1935) ist ein ehemaliger deutscher Fußballspieler.
Josef Deutsch kam in der Saison 1955/56 zweimal für den 1. FC Köln, unter dem damaligen Spielertrainer Hennes Weisweiler, in der Oberliga West, damals die höchste Spielklasse in Deutschland, zum Einsatz. Seinen Einstand gab er am 1. September 1955, dem 4. Spieltag der Saison, beim 1:1 gegen den Duisburger SpV. Erst am 18. März 1956, beim 1:3 bei Westfalia Herne, bestritt er sein zweites und letztes Spiel für den FC. Bereits nach zwölf Monaten verließ Josef Deutsch den Verein wieder. Er wechselte zu Eintracht Braunschweig, wo er in zwei Jahren 15 Spiele in der Oberliga Nord absolvierte. Danach ließ er seine Karriere beim VfB Bottrop ausklingen.

## Vereine
- 1955–1956 1. FC Köln
- 1956–1958 Eintracht Braunschweig

## Statistik
- Oberliga West
2 Spiele
- Oberliga Nord
15 Spiele

| Personendaten    | Personendaten            |
| ---------------- | ------------------------ |
| NAME             | Deutsch, Josef           |
| KURZBESCHREIBUNG | deutscher Fußballspieler |
| GEBURTSDATUM     | 7. März 1935             |